# Järeda kyrka
Järeda kyrka är en kyrkobyggnad i Järeda i Hultsfreds kommun, Kalmar län. Den är församlingskyrka i Järeda församling i Linköpings stift. Grunden till kyrkan lades 1767, byggdes 1771-74 och invigdes 1771.

## Etymologi
Namnet (1337 Jæritha) kommer från kyrkbyn. Förleden är taget från den intilliggande Järnsjön. Efterleden är ed, 'passage mellan eller utmed vatten'. Förhållandet mellan namnen är dock oklar.

## Historik

### Äldre kyrkor
Den nuvarande kyrkan är förmodligen den tredje på samma plats. När den första kyrkan uppfördes vet man inte och skriftliga dokument saknas helt. Att kyrkan kom tidigt till Järeda framgår dock av att den första prästen man känner till var en man vid namn Birgler, som var ”själaröckare i Järidha” och som år 1355 undertecknade en vittnesattest. Den äldsta kyrkan brann troligen ned, eftersom man vid en renovering 1926, då trossbotten lades in i kyrkan, fann en myckenhet av aska och andra tecken på bränder. Detta har tolkats som den första kyrkans grundmurar. Innanför de låga murarna låg ett tjockt lager av aska och förkolnat trä. Detta pekar mot att den gamla kyrka skulle brunnit. Men mot detta talar de äldre bevarade inventarierna, varav de äldsta från 1400-talet, som svårligen skulle gå att rädda ur en brinnande träkyrka. En tanke som framförts är att brandresterna kommer från en ännu äldre kyrka, som fått ligga kvar under träkyrka nummer två.

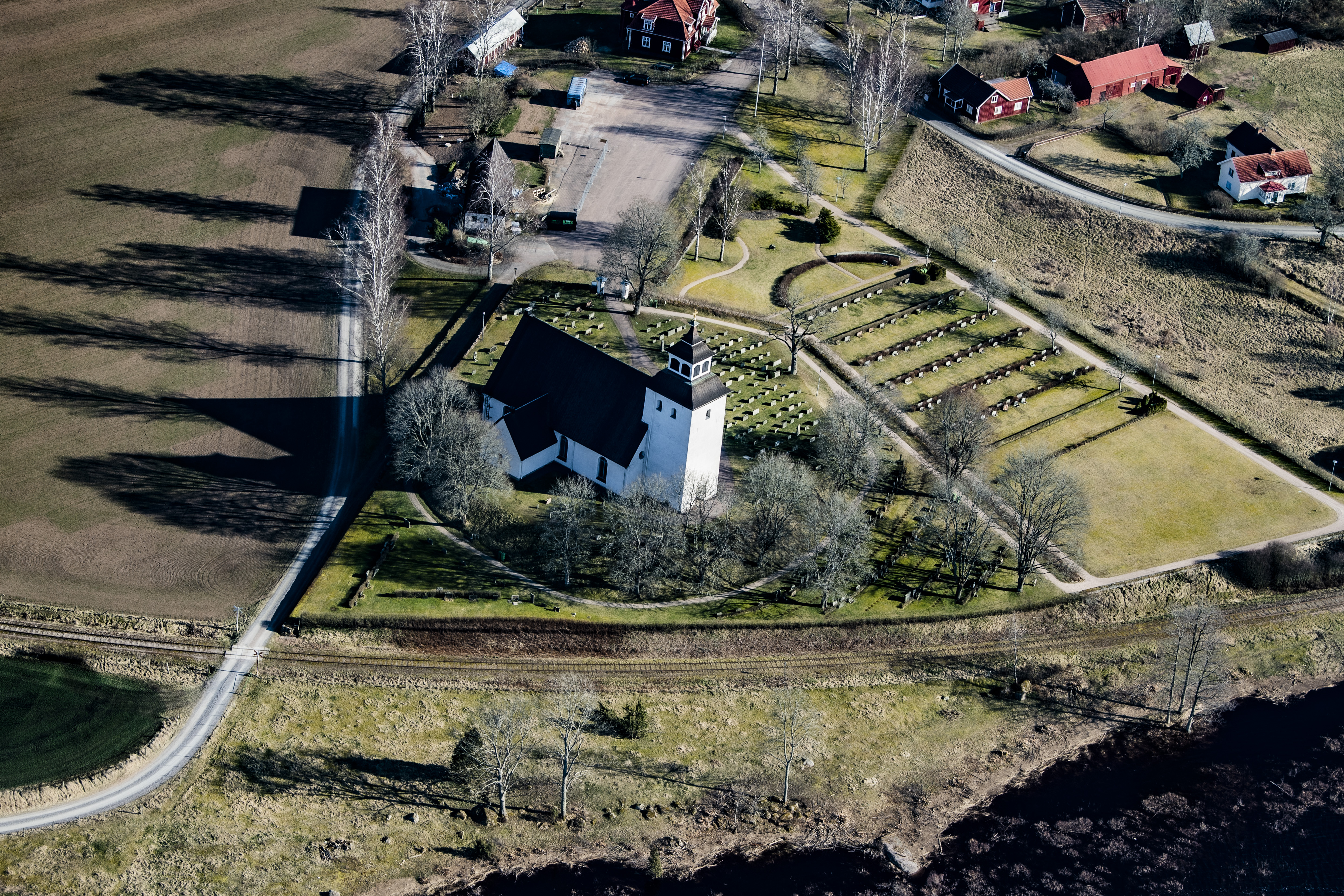
Järeda kyrka från luften.

Den andra kyrkan var troligen också av trä, men eftersom det finns flera föremål bevarade från den, kan resterna från bränder, som återfanns 1926, knappast ha härstammat från den andra kyrkan utan från en tidigare kyrka. Hade den andra kyrkan brunnit skulle man inte haft någon möjlighet att rädda tunga träinventarier som exempelvis altaruppsatsen. Inte heller tidpunkten för den andra kyrkans tillkomst känner man till. Den stod dock kvar fram till 1771, då den nuvarande kyrkan invigdes. Kunskaperna om den andra kyrkan är endast fragmentariska. I samband med renoveringen 1926 påträffades stengrunden till den tidigare kyrkan. Den uppmättes till 18 x 8,6 meter. En vandrande munk påstås redan omkring år 1450 ha gjutit en av kyrkklockorna.

### Nuvarande kyrkan
Grunden blev till den nuvarande kyrkan blev lagd 1767 och kyrkan uppfördes 1771-74, under ledning av murmästaren Peter Wahlström, Kalmar. Utformningen av den nya kyrkan bygger på en lokal byggnadstradition med Södra Vi kyrka som förebild. Craelius skriver  i sin beskrivning över Aspelands härad (1772) att ”Den gamla trä kyrkan är nedrifwen, och en ny af sten, stor och rymlig, är nu år 1772 under arbete.”  Kyrkan uppfördes även av en byggmästare Holmberg. Den invigdes år 1771.

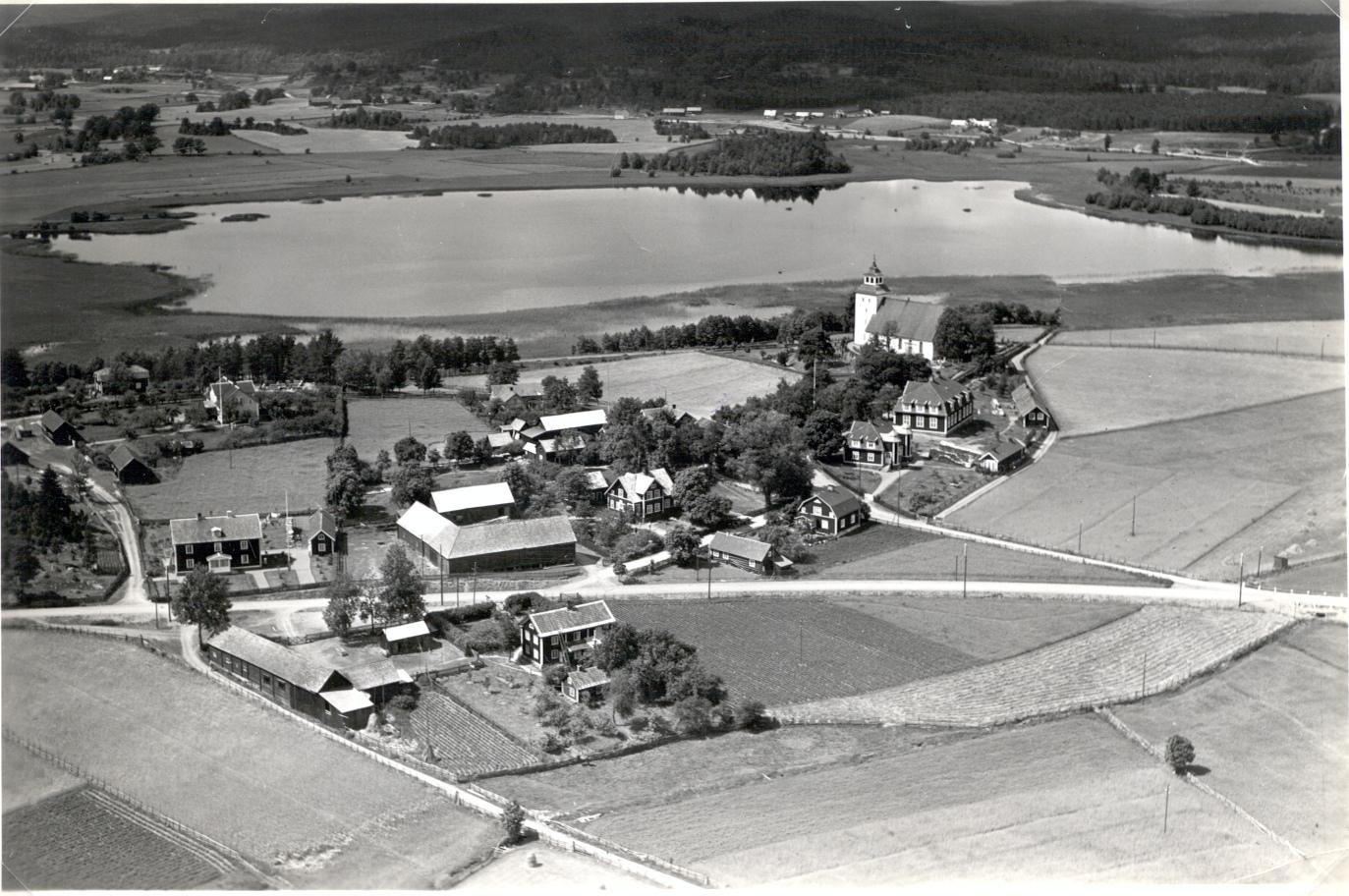
Flygbild över Järeda 1935.

Kyrkan uppfördes av gråsten och det ålåg varje by att i bestämd ordning ansvara för leveransen av sten. När kyrkan invigdes var tornet inte färdigbyggt och bönderna började tröttna på stenleveranserna. En deputation från Järeda uppvaktade 1773 kung Gustaf III med anhållan om att befrias från ytterligare framförande av mera sten. Kungen beviljade anhållan men det innebar att tornet blev 6 alnar lägre än det från början var planerat.
Den första större reparationen genomfördes 1848. Då tillkom en ny ingång på södra långsidan och fönstren förstorades och gavs en rundad överdel. Nya fönster togs upp över altaret. Fönstren och korportalen förstorades, den senare fick en inramning med dubbla pilastrar och en arkitrav. Med undantag för fönstren, som ursprungligen varit stickbågiga, är exteriören så gott som oförändrad. Ingång i väster och i söder. Kyrkorummet täcks av ett trätunnvalv, väggarna är vitputsade. Interiören genomgick 1937-39 en restaurering utförd av Johannes Dahl, vilken i dag präglar kyrkorummet. Kyrkorummet återfick då den färgsättning det haft innan 1848, då en genomgripande renovering ägt rum. Altarringen byttes ut och de två korfönstren fick antikglas. Samtidigt anskaffades en ny predikstol och altaruppsatsen ersattes med en oljemålning. Före 1848 års renovering var fönsteröppningarna mindre och stickbågiga. Korportalen, likaså förstorad, erhöll vid samma renovering en nyklassicistisk omramning med dubbla pilastrar och arkitrav. De äldre inventarierna förvarades dock i tornkammaren. De konserverades 1924 som en förberedelse till kyrkans renovering 1926. Denna innebar bl. a. att trossbotten och nytt golv lades in i kyrkan och dessutom anskaffades nya bänkar i stil med de äldre.
I samband med utgrävningen för trossbotten påträffades under kyrkans golv en gravkammare från mitten av 1700-talet med fem större och en mindre kista. I denna gravkammare, med måtten 3,5 x 3,5 meter, vilar medlemmar av den adliga släkten Fröberg från Fröreda.
De båda kaminer som värmde upp kyrkan vintertid började ryka vid eldningen så kraftigt att kyrkan snart svärtades ner igen. Kyrkan försågs därför med centralvärme 1937. Predikstolen och altaruppsatsen sattes upp i kyrkan 1926, men mer som museiföremål och de ersattes alltså inte 1848 års inventarier. Det skulle dröja till renoveringen 1939 innan dessa inventarier kom på sina rätta platser och 1800-talets predikstol förpassades till tornkammaren, medan 1848 års altartavla placerades på norra långväggen. 
Interiören är ett resultat av främst 1937 års renovering, då äldre inredningsdetaljer återinsattes. Altaruppsatsen är från 1737 och övertagen från gamla kyrkan liksom predikstolen från 1734. Den senare är delvis tillverkad och skänkt av trumpetaren Nils Schytte. Under korgens dekor, i form av snäckor och växtornamentik, finns intarsiainläggningar, som tyder på att själva korgen är äldre. Den altartavla som tillkom 1848, en kopia av Rafaels "Kristi förklaring" och målad av Sven Gustaf Lindblom, hänger nu på norra långväggen. På södra långväggen en tavla av Martin Lindström från 1930-talet. Bänkinredningen är delvis ombyggd 1926, men den äldre prägeln finns kvar. Orgelfasaden är tillkommen 1992. Läktaren kan vara samtida med kyrkan men pelarna härstammar sannolikt från renoveringen 1848. På västväggen under läktaren är uppsatta speglar från en äldre läktarbarriär från 1723 med målningar av Hans Brachwagen. Före 1848 års renovering var fönsteröppningarna mindre och stickbågiga. Korportalen, likaså förstorad, erhöll vid samma renovering en nyklassicistisk omramning med dubbla pilastrar och arkitrav. 
Enligt sägnen ska en gång kyrkans klockor ha dumpats i Järnsjön för att undgå stöld av staten som drev in metall för vapentillverkning. Klockorna sägs ligga kvar på okänt ställe på sjöbottnen.
Till kyrkans 200-årsjubileum genomgick kyrkan en varsam renovering som i huvudsak innebar en inre ommålning samt inläggning av ett nytt golv i sakristian. Samtidigt försågs ljuskronorna med elektriskt ljus. En yttre renovering av kyrkan genomfördes 1978 och kyrkan handikappanpassades 1990.

## Inventarier
- Den vackert skulpterade altaruppsatsen inköptes av församlingen 1737, vilket framgår av en inskription längst ned på altaruppsatsen. Däremot är tillverkarens namn inte känt. I en inventarie-förteckning 1829 beskrivs altaruppsatsen på följande vis: ”Christi korsfästelse i Bildhuggeri med å ena sidan Jesu moder med sin Son på armen och å den andra Frälsaren mera vuxen såsom lärande”.[2]

Altaruppsatsens huvudmotiv har senare försvunnit, kanske i samband med att altaruppsatsen 1848 fick flytta upp i ett rum i tornet (tillsammans med andra äldre inventarier).   Vid kyrkans restaurering 1939 återinsattes altaruppsatsen i koret. När kyrkan restaurerades 1848 skänkte nämndemannen David Persson och hans maka Johanna Andersson i Högruda en ny altartavla. Den föreställer Kristi förklaring (fritt efter Rubens) och har målats av G. Lindblom, Kalmar. Den fanns fram till 1939 i koret, men är nu placerad på norra väggen.
- Skulpturer av en apostel och Maria från sent 1200-tal (bild 1 och bild 2).
- Längst fram i kyrkan hänger en ljuskrona i trä föreställande ett änglapar stående med ryggarna mot varann, troligen från runt 1300.[2]
- Det finns även ett Jesu krusifix från runt 1500 (bild).
- Över ingången till sakristian hänger adelsmannen Fröbergs epitafium. Hans och hans familjs gravkor finns under altarringen.[2]

- Kyrkan har två dopfuntar. Den äldsta, svarvad av trä och vitmålad, tillkom troligen under 1800-talets andra hälft. En ny dopfunt, också placerad i koret, skänktes 1942 av fröken Albertina Nilsson och tillverkad av bildhuggare Theodor Karlsson.[2] Till denna hör också en silverskål. I samband med kyrkans 200-årsjubileum skänkte makarna Severin och Edit Gustavsson i Ryd en dopljusstake.[2]

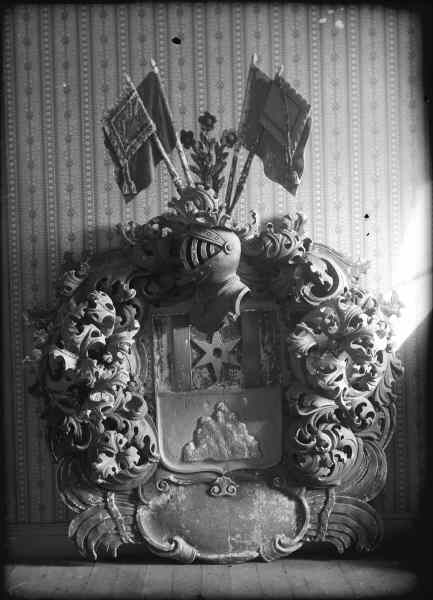
Adelsmannen Eric Fröbergs huvudbaner 1924.

- Den första kända predikstolen omtalas i 1641 års inventarium (men inte i 1634 års) och sägs då vara gjord av Per Larsson i Årena.[2] Den predikstol som nu finns i kyrkan härstammar från 1734. I detta års inventarium sägs att trumpetaren Nils Schytte tillverkat och skänkt predikstolstaket. På detta finns också en inskription att den är given av "Nils Skiule och dess Kiäresta Doritea Eliab Westervik 1734".[2] På predikstolen finns en ställning för timglas av skulpterat trä, förgylld med en krona av mässing. Glasen saknas dock. Den predikstol med baldakin som användes i kyrkan 1848-1939 förvaras nu i ett rum i kyrkans torn.[4]

## Minneslunden
I Minneslunden finns stycken av den sällsynta bergarten ögondiorit, Sveriges enda kända förekomst av den kan man finna i byn Slättemossa i socknen.

## Orgel
- 1832 byggde Sven Petter Pettersson, Böda, en orgel med 6 stämmor.
- 1896 bygger Carl Elfström, Ljungby, en orgel med en manual och pedal.
- 1938 bygger Åkerman & Lund, Sundbyberg, en pneumatisk orgel med en fri kombination.

| Huvudverk I  | Svällverk II    | Pedal      | Koppel    |
| Principal 8’ | Rörflöjt 8’     | Subbas 16’ | I/P       |
| Borduna 8’   | Salicional 8’   | Ekobas 16’ | II/P      |
| Oktava 4’    | Voix celeste 8’ |            | II/I      |
| Mixtur 3 ch  | Blockflöjt 4’   |            | I 4'/I    |
| Corno 8'     | Nasard 2 2⁄3'   |            | II 16'/I  |
|              | Waldflöjt 2'    |            | II 16'/II |
|              | Ters 1 3⁄5'     |            |           |

- Orgeln byggdes av Nye orgelbyggeri i början av 1990-talet. I mitten av 1990-talet fick kyrkan efter många års diskussion också fasadbelysning vilket bekostades helt med insamlade medel.